# Gornje Brijanje
Gornje Brijanje (em cirílico: Горње Бријање) é uma vila da Sérvia localizada no município de Bojnik, pertencente ao distrito de Jablanica, na região de Pusta Reka. A sua população era de 392 habitantes segundo o censo de 2002.

## Demografia
| 1948 | 1953  | 1961 | 1971 | 1981 | 1991 | 2002 | 2011 |
| ---- | ----- | ---- | ---- | ---- | ---- | ---- | ---- |
| 979  | 1 013 | 959  | 923  | 614  | 641  | 509  | 392  |